# Tatum (Carolina del Sud)
Tatum és una població dels Estats Units a l'estat de Carolina del Sud. Segons el cens del 2000 tenia 69 habitants.

## Demografia
Segons el cens del 2000, Tatum tenia 69 habitants, 32 habitatges i 19 famílies. La densitat de població era de 30,3 habitants/km².
Dels 32 habitatges en un 28,1% hi vivien nens de menys de 18 anys, en un 43,8% hi vivien parelles casades, en un 12,5% dones solteres, i en un 40,6% no eren unitats familiars. En el 34,4% dels habitatges hi vivien persones soles el 18,8% de les quals corresponia a persones de 65 anys o més que vivien soles. El nombre mitjà de persones vivint en cada habitatge era de 2,16 i el nombre mitjà de persones que vivien en cada família era de 2,79.
Per edats la població es repartia de la següent manera: un 24,6% tenia menys de 18 anys, un 5,8% entre 18 i 24, un 21,7% entre 25 i 44, un 24,6% de 45 a 60 i un 23,2% 65 anys o més.
L'edat mediana era de 41 anys. Per cada 100 dones de 18 o més anys hi havia 79,3 homes.
La renda mediana per habitatge era de 21.750$ i la renda mediana per família de 30.000$. Els homes tenien una renda mediana de 27.500$ mentre que les dones 23.750$. La renda per capita de la població era de 17.926$. Entorn del 12,5% de les famílies i el 8% de la població estaven per davall del llindar de pobresa.

## Poblacions més properes
El següent diagrama mostra les poblacions més properes.